# Демидов, Дмитрий Владимирович
Дмитрий Владимирович Демидов (род. 2 марта 1973) — советский и российский хоккеист, нападающий, мастер спорта России.

## Биография
Воспитанник челябинского «Трактора», тренеры Валерий Рякин, Виктор Соколов, Анатолий Шустов. Начинал играть в команде первой лиги «Мечел» — в сезоне 1991/92 провёл одну игру. С сезона 1992/93 стал также выступать за «Трактор». В сезоне сыграл 6 матчей и за «Таганай» Златоуст. В сезоне 1994/95 помимо «Трактора» провёл 6 матчей за «УралАЗ» Миасс, в следующем — 4 матча за «Надежду» Челябинск. Сезон 1996/97 провёл в аренде в «Мечел». Перед стартом следующего сезона был отдан в нижегородское «Торпедо». Проведя 4 матча, вернулся в «Трактор» и был арендован «Металлургом» Новокузнецк; через месяц подписал с клубом контракт. П ходу следующего сезона вернулся в «Трактор». В дальнейшем играл за «Мечел» (1999/2000 — 2000/01, 2003/04), «Нефтяник» Альметьевск (2001/02), «Сталь» Аша (2002/03, 2007/08), «Мечел-2» (2003/04), «Металлург» Серов (2003/04 — 2004/05), «Барыс» (Казахстан, 2005/06), «Динамо-Энергия» (2008/07), «Кристалл-Югра» (Белоярский, 2006/07).
Бронзовый призёр МХЛ 1992/93, 1993/994 («Трактор»). Чемпион дивизиона «Восток» высшей лиги 1996/97 («Мечел»).